# Lucas Simón
Lucas García Simón (Mar del Plata, Provincia de Buenos Aires, Argentina, 1 de agosto de 1986) es un Exfutbolista argentino nacionalizado chileno que jugaba como delantero centro.

## Trayectoria
Se inició en Cadetes de San Martín. Fue goleador en Nueva Chicago, con el que se consagró campeón del Torneo y luego contribuyó para el ascenso del equipo a la primera división del fútbol argentino.
En junio de 2006 fue adquirido por el Piacenza de Italia, que pagó 625 mil dólares por su pase, en este equipo compartió camerino con Antonio Nocerino.

## Clubes
| Club                  | País      | Año       |
| --------------------- | --------- | --------- |
| Cadetes de San Martín | Argentina | 2003-2004 |
| Nueva Chicago         | Argentina | 2004-2006 |
| Piacenza              | Italia    | 2006-2008 |
| Pescara               | Italia    | 2008-2009 |
| Piacenza              | Italia    | 2009-2010 |
| Tigre                 | Argentina | 2010-2011 |
| Unión La Calera       | Chile     | 2011-2012 |
| Palestino             | Chile     | 2012-2013 |
| Huachipato            | Chile     | 2013-2016 |
| Deportivo Municipal   | Perú      | 2016      |
| Cobreloa              | Chile     | 2017-2019 |
| Botafogo BP           | Brasil    | 2020      |
| Deportes Valdivia     | Chile     | 2020-2021 |
| Nueva Chicago         | Argentina | 2021      |
| Deportes Recoleta     | Chile     | 2022      |
| Trasandino            | Chile     | 2022      |

## Palmarés
| Campeonato | Club          | País      | Año  |
| ---------- | ------------- | --------- | ---- |
| Primera B  | Nueva Chicago | Argentina | 2006 |

### Distinciones individuales
| Distinción                | Año  |
| ------------------------- | ---- |
| Goleador de la Copa Chile | 2018 |